# يان سيمونز (لاعب هوكي الحقل)
يان سيمونز (بالإنجليزية: Ian Symons) هو لاعب هوكي الحقل جنوب أفريقي، ولد في 14 مايو 1980.

## وصلات خارجية
- يان سيمونز على موقع الاتحاد الدولي للهوكي (الإنجليزية)
- يان سيمونز على موقع أوليمبيديا (الإنجليزية)
- يان سيمونز على موقع اتحاد ألعاب الكومنولث (مؤرشف) (الإنجليزية)